# Socratis Otto
Socratis Otto (Sídney, Nueva Gales del Sur; 5 de mayo de 1970) es un actor australiano de cine, teatro y televisión. Es conocido por haber interpretado a Justin Carmody en la serie Young Lions, a Robert Robertson en la serie Home and Away y a Maxine Conway en la serie Wentworth.

## Biografía
En el 2000 se graduó de la escuela australiana  de teatro National Institute of Dramatic Art (NIDA) con un grado en actuación. 
Fue alumno de la Escuela de Actores de Teatro y Televisión (en inglés: Actors College of Theatre and Television).

## Carrera
Entre sus participaciones en películas de 2009 están sus actuaciones en Beautiful, Anyone You Want, False Witness y en los cortometrajes Beyond Words, Nightwalking y In Hearts Left Behind. También obtuvo un pequeño papel en la película X-Men Origins: Wolverine, donde interpretó al técnico principal Alkali Lake.
También en 2009 apareció como personaje recurrente en la exitosa serie australiana Home and Away, donde interpretó al Detective Robert Robertson. Regresó a la serie en 2010, interpretando de nuevo a Robertson, quien esta vez regresó a la bahía para descubrir el paradero de Hugo Austin y descubrir al asesino de Penn Graham; luego volvió en 2011, para luego irse nuevamente. 
Ese mismo año apareció como invitado en series como Miracles y Dance Academy, donde interpretó al psicólogo Adam. También participó en la aclamada miniserie The Pacific.
En 2013 apareció en la miniserie Paper Giants: The Magazine Wars, interpretando a Peter Dawson.
En 2014 se unió al elenco principal de la segunda temporada de la serie Wentworth, donde interpretó al recluso transexual Maxine Conway, hasta 2017, después de que su personaje fuera transferido.

## Filmografía

### Televisión
| Año               | Título                          | Papel              | Notas                                      |
| ----------------- | ------------------------------- | ------------------ | ------------------------------------------ |
| 2014 - 2017       | Wentworth                       | Maxine Conway      | 42 episodios                               |
| 2013              | Serangoon Road                  | Peter Watson       | 2 episodios                                |
| 2013              | Paper Giants: The Magazine Wars | Peter Dawson       | Miniserie. 2 episodios                     |
| 2013              | The Doctor Blake Mysteries      | Clive Churchill    | Episodio: "Death of a Travelling Salesman" |
| 2009, 2010 - 2011 | Home and Away                   | Robert Robertson   | 42 episodios                               |
| 2010              | Dance Academy                   | Adam, el psicólogo | 2 episodios                                |
| 2010              | Miracles                        | Gerald Ameseder    | Episodio: "Miracle in the Storm"           |
| 2010              | The Pacific                     | Padre Keough       | Miniserie. Episodio: "Basilone"            |
| 2009              | Darwin's Brave New World        | Charles Darwin     | 3 episodios                                |
| 2001, 2004        | All Saints                      | Adam Gray/Hugh     | 2 episodios                                |
| 2002              | Young Lions                     | Justin Carmody     | 15 episodios                               |
| 2001              | Outriders                       | Jason              | Episodio: "Aliens: Part 4"                 |

### Cine
| Año  | Título                                  | Papel              | Notas                                                                                     |
| ---- | --------------------------------------- | ------------------ | ----------------------------------------------------------------------------------------- |
| 2014 | My Mistress                             | Leon               | Junto a Emmanuelle Béart, Harrison Gilbertson, Rachael Blake y Leah Purcell               |
| 2014 | Carlotta                                | Cristopher         | Junto a Jessica Marais, Eamon Farren, Gigi Edgley, Alex Dimitriades y Ryan Johnson        |
| 2014 | I, Frankenstein                         | Zuriel             | Junto a Aaron Eckhart, Jai Courtney, Miranda Otto, Caitlin Stasey y Mahesh Jadu           |
| 2012 | Gone                                    | Jim                | Junto a Amanda Seyfried, Sebastian Stan, Wes Bentley, Daniel Sunjata y Jennifer Carpenter |
| 2010 | Anyone You Want                         | Stirling           | Junto a Tabrett Bethell, Max Cullen y Denise Roberts                                      |
| 2009 | X-Men Origins: Wolverine                | Alkali Lake        | Junto a Hugh Jackman                                                                      |
| 2009 | Beyond Words                            | Atacante           | Cortometraje. Junto a Gyton Grantley y Charlotte Gregg                                    |
| 2009 | Beautiful                               | Max                | Junto a Asher Keddie, Aaron Jeffrey, Sebastian Gregory y Erik Thomson                     |
| 2009 | False Witness                           | Shannon Cross      | Junto a Dougray Scott, Richard Roxburgh, Don Hany y Chris Haywood                         |
| 2009 | Nightwalking                            | Jack               | Cortometraje. Junto a Katherine Hicks, Russell Dykstra y Henry Nixon                      |
| 2009 | In Hearts Left Behind                   | Aden               | Cortometraje. Junto a Chloe Gardner                                                       |
| 2008 | The Last Confession of Alexander Pearce | Oficial británico  | Junto a Adrián Dunbar, Ciarán McMenamin, Dan Wyllie, Don Hany y Chris Haywood             |
| 2008 | Eleven                                  | Tim                | Junto a Robert Mammone y Diarmid Heidenreich                                              |
| 2008 | Monkey Puzzle                           | Zac                | Junto a Ryan Johnson, Ella Scott Lynch y Ben Geurens                                      |
| 2008 | Residue                                 | Kyle               | Cortometraje. Junto a Katherine Isaac                                                     |
| 2006 | Macbeth                                 | Detective Mentieth | Junto a Chris Vance                                                                       |
| 2003 | The Rage in Placid Lake                 | Bozo               | Junto a Nathaniel Dean, Toby Schmitz, Nicholas Hammond y Felix Williamson                 |
| 2003 | The Matrix Reloaded                     | Operador           | Junto a Keanu Reeves                                                                      |
| 2002 | Running Down These Dreams               | Dove               | Cortometraje. Junto a Paul Pantano                                                        |

### Videojuegos
| Año  | Título           | Personaje | Notas                           |
| ---- | ---------------- | --------- | ------------------------------- |
| 2003 | Enter the Matrix | Jax       | Prestó su voz para el personaje |

### Teatro
| Año        | Obra                                  | Papel        | Director(a)      | Teatro              | Notas                                                                |
| ---------- | ------------------------------------- | ------------ | ---------------- | ------------------- | -------------------------------------------------------------------- |
| 2010       | Stockholm                             | Todd         | Steven Hoggett   | Sídney Theatre      | Junto a Leeanna Walsman                                              |
| 2009       | The Wonderful World of Dissocia       | Víctor Hesse | Marion Potts     | Wharf Theatre       | Junto a Justine Clarke, Matt Day y Russell Dykstra                   |
| 2009       | Woyzeck                               | Soldado      | Michael Kantor   | Malthouse Theatre   | Junto a Bojana Novakovic y Tim Rogers                                |
| 2008       | Saturn's Return                       | Brendan      | David Berthold   | Sídney Theatre      | Junto a Leeanna Walsman y Matthew Zeremes                            |
| 2006       | Are You There?                        | Francisco    | Ros Horin        | Ensemble Theatre    | Junto a Paula Arundell                                               |
| 2006       | Peribanez                             | Pedro        | Neil Armfield    | Seymour Theatre     | Junto a Leeanna Walsman, Nathaniel Dean y Nathan Page                |
| 2005, 2006 | Three Furies: Scenes from the Life... | -            | Jim Sharman      | Playhouse Theatre   | Junto a Simon Burke y Paul Capsis                                    |
| 2004       | A Midsummer Night's Dream             | -            | Benedict Andrews | Belvoir St. Theatre | Junto a Tim Draxl, Jacek Koman, Anthony Phelan y Nathan Page         |
| 2003       | Macbeth                               | -            | Michael Kantor   | Belvoir St. Theatre | Junto a Jacek Koman, Rebecca Massey y Catherine McClements           |
| 2003       | Rabbit                                | -            | Kate Gaul        | Stables Theatre     | Junto a Anni Finsterer, Russell Keifel y William Zappa               |
| 2001       | Don Juan                              | -            | Marion Potts     | Drama Theatre       | Junto a Ron Haddrick, William McInnes, Álex Menglet y Angie Milliken |
| 2001       | Salt                                  | -            | Jennifer Hagan   | -                   | Junto a Ruth Cracknell y Pamela Rabe                                 |
| 2001       | Sydney Festival 2001: Fireface        | -            | Benedict Andrews | -                   | Junto a Lynette Curran, Pia Miranda y Anthony Phelan                 |
| 2000       | There Is No Need to Wake Up           | -            | Barrie Kosky     | Playhouse Theatre   | Junto a Genevieve O'Reilly, Freya Stafford y Henry Nixon             |